# I ribelli del Bounty
I ribelli del Bounty (in francese Les Révoltés de la Bounty) è un racconto di Jules Verne ispirato alla vicenda del famoso ammutinamento sul Bounty del 28 aprile 1789. Venne pubblicato nel 1879 insieme al romanzo I cinquecento milioni della Bégum all'interno della serie dei Viaggi straordinari.
Verne preferisce concentrarsi sulla figura del capitano della nave, William Bligh, e infatti l'opera narra del difficile viaggio, compiuto a bordo di una scialuppa di soli 7 metri, con cui Bligh e i diciotto uomini rimastigli fedeli raggiunsero la colonia olandese di Timor dopo aver navigato per quarantasette giorni e percorso 3618 miglia nautiche.

## Edizioni in italiano
- Jules Verne, I ribelli del Bounty, Ibis, Como 1992
- Jules Verne, I ribelli del Bounty; Un dramma in Messico, versione italiana a cura di Elda Volterrani; illustrazioni di L. Benett e J. Férat, E. Elle, Trieste 1994
- Jules Verne, I ribelli del Bounty, Tascabili La spiga junior, Milano 2000